# 王皇后 (漢宣帝)
王皇后（おうこうごう）は、前漢の宣帝の3番目の皇后。長陵の人。

## 略歴
先祖は劉邦と同郷の沛の人だったが、劉邦の時代に功績があって関内侯を賜り、長陵に移住した。皇后の父の王奉光は若い頃闘鶏を好み、宣帝も民間に居た頃は同じく闘鶏を好んでいたので、宣帝は王奉光と何度か会っており、面識があった。
宣帝が皇帝に即位する頃、王奉光には十数歳の娘がいたが、嫁ごうとするたびに相手が死ぬということが何度もあったため、長く嫁に行かないでいた。宣帝が即位してから、宣帝は彼女を召し出して後宮に入れ、昇進して婕妤に至った。
宣帝は大将軍霍光の夫人らの陰謀で最初の皇后である許平君を失い、その後立てられた皇后霍成君（霍光の娘）は霍氏失脚により廃位された。宣帝はそこで後宮より慎み深く自分の子が居ない女性を皇后に立てることとした。そこで元康2年（前64年）に王婕妤を皇后に立て、皇太子（後の元帝）を母として養育させた。また同年、皇后の父の王奉光は邛成侯に封じられた。
王皇后は皇后に立てられて以降、ほとんど寵愛されることは無くなった。
元帝が皇太子の時代、寵愛していた女性が死亡して大変落ち込んでいた。そこで、宣帝は王皇后に命じて後宮の女性から皇太子のそばに仕える女性を選ばせた。その中に入っていた女性の一人が王政君であり、皇太子は王政君を選んだ。王政君は子（後の成帝）を産み、元帝の皇后となった。
宣帝が死亡し元帝が即位すると、王皇后は皇太后となった。その時に兄である王舜が安平侯に封じられた。
元帝が死亡し成帝が即位すると、皇太后は太皇太后となった。皇太后王政君も同姓であったことから、太皇太后は邛成太后と呼ばれた。
太皇太后は永始元年（前16年）に70歳余りで死亡し、杜陵（宣帝陵）に合葬された。